# Синегърба дървесница
Синегърба дървесница (Setophaga caerulescens) е вид птица от семейство Parulidae. Видът е незастрашен от изчезване.

## Разпространение
Разпространен е в Ангуила, Антигуа и Барбуда, Аруба, Бахамски острови, Барбадос, Белиз, Канада, Кайманови острови, Колумбия, Коста Рика, Куба, Доминика, Доминиканска република, Гваделупа, Гватемала, Хаити, Хондурас, Ямайка, Мартиника, Мексико, Монсерат, Панама, Пуерто Рико, Сейнт Китс и Невис, Сейнт Лусия, Сейнт Винсент и Гренадини, Тринидад и Тобаго, Търкс и Кайкос, САЩ, Малки далечни острови на САЩ, Венецуела, Британски Вирджински острови и Вирджински острови.